# جورج كوبر (لاعب كرة قدم)
جورج كوبر (بالإنجليزية: George Cooper)‏ (2 نوفمبر 1996 في المملكة المتحدة - ) هو لاعب كرة قدم بريطاني في مركز الوسط. لعب مع نادي كرو ألكساندرا.

## وصلات خارجية
- جورج كوبر على موقع قاعدة بيانات كرة القدم.إي يو (الإنجليزية)
- جورج كوبر على موقع Soccerbase.com (لاعب) (الإنجليزية)